# Thomas Nantha
Thomas Nantha (Distretto di Paksane, 3 ottobre 1909 – 7 aprile 1984) è stato un vescovo cattolico laotiano.

## Biografia
Thomas Nantha nacque il 3 ottobre 1909 nel distretto di Paksane, all'epoca Indocina francese.
Fu ordinato presbitero il 27 giugno 1935. 
Dopo 39 anni di servizio pastorale nelle missioni sul territorio laotiano, il 25 aprile 1974 papa Paolo VI lo nominò vescovo ausiliare di Vientiane, assegnandogli la sede titolare di Succuba.
Ricevette l'ordinazione episcopale a Roma nella basilica di San Pietro il 30 giugno successivo per imposizione delle mani di papa Paolo VI. Dopo un anno, il 22 maggio 1975, sempre Paolo VI lo nominò vicario apostolico di Vientiane. Il 29 novembre dello stesso anno fu nominato anche amministratore apostolico di Luang Prabang. Durante il suo ministero fu presidente della Conferenza episcopale del Laos e della Cambogia dal 1979 al 1984. 
Resse il vicariato per 9 anni, fino alla morte sopraggiunta il 7 aprile 1984, all'età di 74 anni.

## Genealogia episcopale e successione apostolica
La genealogia episcopale è:
- Cardinale Scipione Rebiba
- Cardinale Giulio Antonio Santori
- Cardinale Girolamo Bernerio, O.P.
- Arcivescovo Galeazzo Sanvitale
- Cardinale Ludovico Ludovisi
- Cardinale Luigi Caetani
- Cardinale Ulderico Carpegna
- Cardinale Paluzzo Paluzzi Altieri degli Albertoni
- Papa Benedetto XIII
- Papa Benedetto XIV
- Papa Clemente XIII
- Cardinale Marcantonio Colonna
- Cardinale Giacinto Sigismondo Gerdil, B.
- Cardinale Giulio Maria della Somaglia
- Cardinale Carlo Odescalchi, S.I.
- Cardinale Costantino Patrizi Naro
- Cardinale Lucido Maria Parocchi
- Papa Pio X
- Papa Benedetto XV
- Papa Pio XII
- Cardinale Eugène Tisserant
- Papa Paolo VI
- Vescovo Thomas Nantha

La successione apostolica è:
- Vescovo Thomas Khamphan (1975)
- Vescovo Jean Khamsé Vithavong, O.M.I. (1983)